# How Lily Stole Christmas
How Lily Stole Christmas är det elfte avsnittet av andra säsongen av TV-serien How I Met Your Mother. Det hade premiär på CBS den 11 december 2006.

## Sammandrag
Lily blir arg på Ted för vad han sade om henne när hon åkte till San Francisco och vill inte fira jul med honom.

## Handling
Ted har bestämt sig för att fira jul på Manhattan med sina vänner. Lily julpyntar lägenheten när Marshall säger att han ska gå till biblioteket för att göra klart en sista uppsats för terminen. Han vill inte titta på pyntet förrän han kommer hem eftersom han vill träda in i "vinterlandet" som belöning när han är klar.
När Marshall har gått hittar Lily en gammal telefonsvarare. Den visar sig innehålla ett meddelande som Ted lämnat till Marshall när Lily hade rest till San Francisco och gjort slut med honom. I meddelandet kallar Ted Lily för "ett väldigt fult ord".
Teds förklaring till att använda ett sådant ord är att han ville få Marshall att sluta sätta Lily på en piedestal under hans depression. Ted ska alltså bara ha försökt hjälpa Marshall. Han vägrar be Lily om ursäkt. 
När Ted senare berättar för Robin och Barney vad som hänt kommer han fram till att han eftersom det är jul bör be Lily om ursäkt. När de kommer tillbaka till lägenheten har Lily dock tagit allt julpynt. Han beger sig till hennes lägenhet.
Lily tror inte på hans ursäkt och undrar varför Ted fortfarande är arg på henne. Då medger han att han är arg för att hon aldrig bad honom, hennes vän, om ursäkt för att hon åkte iväg utan att höra av sig. Ted säger att Lily kan komma tillbaka till lägenheten - själv tänker han åka och fira jul med sin kusins familj. 
När Marshall kommer tillbaka till lägenheten har han en julklapp med sig till Lily. Han berättar att han har ägnat dagen åt att jaga paketet, som hade hamnat fel i posten. Han sprang ikapp paketbilen och hjälpte sedan till att dela ut julklappar. När Lily öppnar sin julklapp innehåller den en leksaksugn, något hon önskat sig sedan hon var liten. Hon inser att Ted har tipsat Marshall om presenten. 
Teds julfirande hos sina religiösa släktingar går inte så bra. Lily dyker upp och ber om ursäkt. De flyr därifrån efter att de råkar säga det fula ordet framför barnen i familjen.
Under tiden har Barney blivit sjuk, trots sin egen filosofi om att sinnet kan få kroppen att hela tiden leva ett häftigt liv. Robin tar hand om honom. Inom kort blir han en mycket gnällig patient, så det slutar med att Robin spetsar hans te med kodein.

## Kulturella referenser
- Titeln på avsnittet, och ordet grinch som används i stället för det "väldigt fula ordet", anspelar på Dr. Seuss bok How the Grinch Stole Christmas.
- Under Marshalls "julsaga" spelas musik från Pjotr Tjajkovskijs Nötknäpparen.
- Ted säger att Lily skrattar åt vad som helst, till och med filmen "Weekend at Bernie's II".
- Barney, Marshall och Robin sjunger "Stilla natt" utanför dörren hos Teds kusin. Scenen refererar till filmen Love Actually, där Mark berättar för Juliet att han älskar henne samtidigt som några sjunger julsånger.
- När Ted pratar om texter i Bibeln säger han att det som citeras i filmen Pulp Fiction är ganska coolt. I filmen citerar en karaktär Hesekiel 25:17.
- Repliken "Only I didn't say fudge" är hämtad från filmen A Christmas Story.